# Newman (Illinois)
Newman es una ciudad ubicada en el condado de Douglas en el estado estadounidense de Illinois. En el Censo de 2010 tenía una población de 865 habitantes y una densidad poblacional de 533,51 personas por km².

## Geografía
Newman se encuentra ubicada en las coordenadas 39°47′50″N 87°59′16″O / 39.79722, -87.98778. Según la Oficina del Censo de los Estados Unidos, Newman tiene una superficie total de 1.62 km², de la cual 1.62 km² corresponden a tierra firme y (0%) 0 km² es agua.

## Demografía
Según el censo de 2010, había 865 personas residiendo en Newman. La densidad de población era de 533,51 hab./km². De los 865 habitantes, Newman estaba compuesto por el 99.19% blancos, el 0.23% eran afroamericanos, el 0.12% eran amerindios, el 0.12% eran asiáticos, el 0% eran isleños del Pacífico, el 0% eran de otras razas y el 0.35% pertenecían a dos o más razas. Del total de la población el 0.58% eran hispanos o latinos de cualquier raza.